# 강화 삼거리 고인돌군
강화 삼거리 고인돌군(江華 三巨里 고인돌群)은 인천광역시 강화군 하점면 삼거리 진촌마을 앞산인 고려산 서쪽 능선 상에 있는 청동기시대의 북방식 고인돌이다. 1999년 4월 26일 인천광역시의 기념물 제45호로 지정되었다.

## 개요
삼거리 진촌마을 앞산인 고려산 서쪽 능선 상에 북방식 고인돌무덤 9기가 일렬로 분포되어 있다.
어떤 고인돌무덤은 덮개돌 위에 작은 구멍이 여러 개 패여 있는데 이러한 모양을 남한에서는 성혈이라고 하고 북한에서는 별자리와 연관 짓고 있다.
작은 구멍이 고인돌무덤의 크기는 굄돌을 높이 2.80m, 너비 0.90m, 두께 0.38m이다. 고인돌무덤 가까이에는 돌을 떼낸 흔적이 남아 있는 채석장이 있다.

## 참고 자료
- 삼거리고인돌군 - 국가유산청 국가유산포털